# Ouvert
ouvert (französisch) (abgekürzt: „o“) bedeutet in der Notation für Blasinstrumente, dass die folgenden Töne wieder offen, also normal gespielt werden, nachdem sie zuvor con sordino „mit dem Dämpfer“ oder gestopft zu spielen waren. Dazu wird der zuvor verwendete Dämpfer (oder die Hand aus dem Trichter) entfernt.